# Marie d'Orléans (1865-1909)
Pour les articles homonymes, voir Marie d'Orléans.
Signature
Marie Amélie Françoise Hélène d'Orléans, est un membre de la maison d'Orléans, née le 13 janvier 1865 à Ham (Royaume-Uni de Grande-Bretagne et d'Irlande), et morte le 4 décembre 1909 à Copenhague, au Danemark. Arrière-petite-fille du roi des Français Louis-Philippe Ier elle est également un membre de la maison royale de Danemark.

## Famille
Arrière-petite-fille du dernier roi des Français Louis-Philippe Ier et de son épouse Marie-Amélie de Bourbon-Siciles, la princesse Marie d'Orléans est la fille de Robert d'Orléans, duc de Chartres, et de son épouse et cousine germaine la princesse Françoise d'Orléans-Joinville.
Elle est également la sœur de l'explorateur Henri d'Orléans, de Marguerite d’Orléans, belle-fille du président de la République Patrice de Mac Mahon, et de Jean d'Orléans, duc de Guise et prétendant orléaniste au trône de France sous le nom de « Jean III ».
Le 22 octobre 1885, Marie d'Orléans épouse au château d'Eu le prince Valdemar de Danemark, fils cadet du roi Christian IX et de son épouse la princesse Louise de Hesse-Cassel.
Le couple a cinq enfants :
- Aage de Danemark (1887-1940), qui épouse morganatiquement en 1914 Mathilde di Bergolo et reçoit le titre de comte de Rosenborg ;
- Axel de Danemark (1888-1964), qui épouse en 1919 la princesse Marguerite de Suède (1899-1977) ;
- Erik de Danemark (1890-1950), qui épouse morganatiquement Lois Frances Booth et reçoit le titre de comte de Rosenborg ;
- Viggo de Danemark (1893-1970), qui épouse morganatiquement Eleanor Green et reçoit le titre de comte de Rosenborg ;
- Marguerite de Danemark (1895-1992), qui épouse René de Bourbon-Parme (1894-1962). Ils sont les parents de la reine Anne de Roumanie (1923-2016).

## Biographie

### Jeunesse

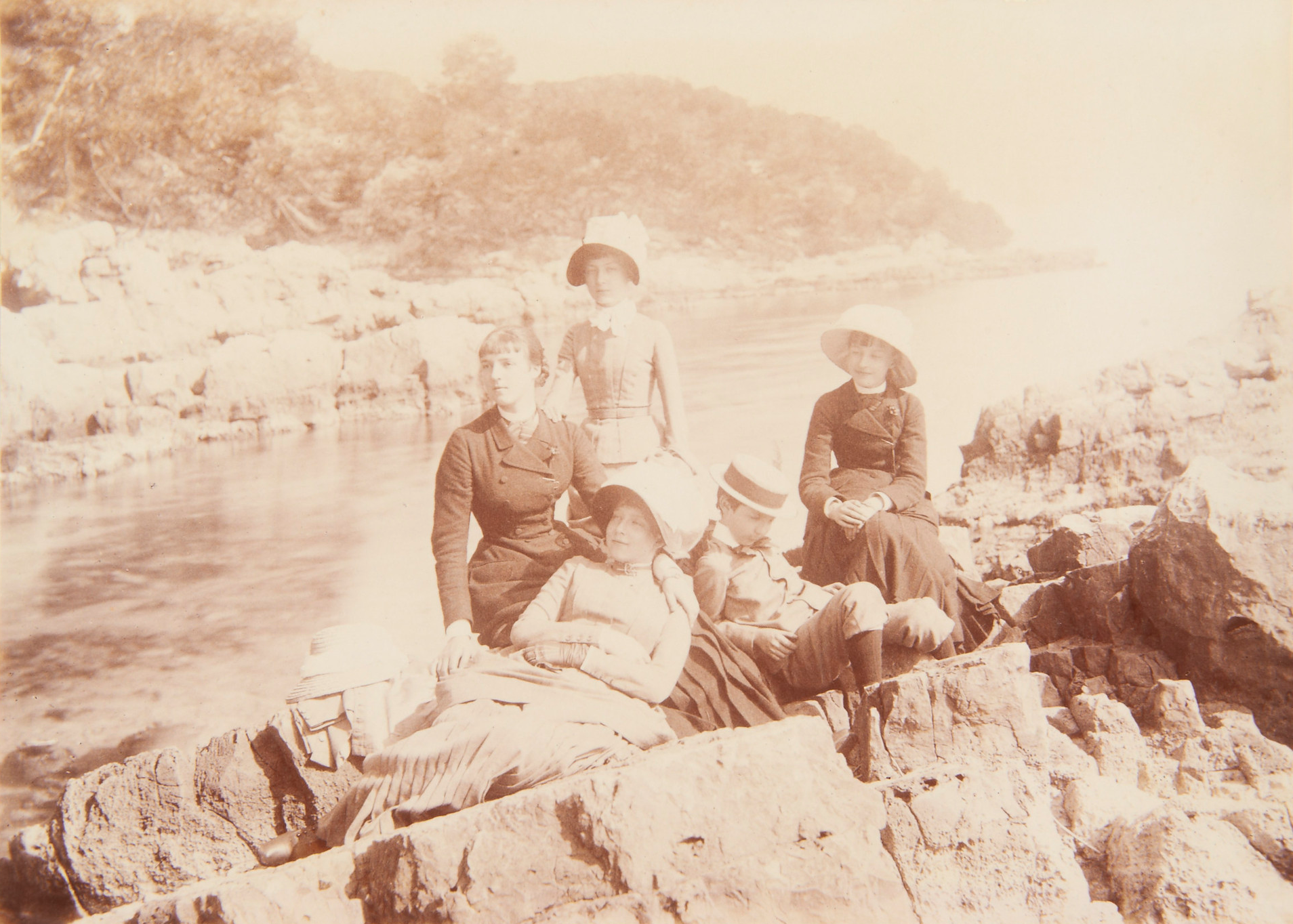
Les princesses Amélie et Hélène d'Orléans, filles du comte et de la comtesse de Paris, avec le prince Jean, la princesse Marie et la princesse Marguerite d'Orléans, enfants du duc et de la duchesse de Chartres (1884).

La princesse Marie d'Orléans naît le 13 janvier 1865 à Ham au sud-ouest de Londres. Elle est la fille de Robert d'Orléans, duc de Chartres, et de son épouse et cousine germaine la princesse Françoise d'Orléans-Joinville. Par ses deux parents, elle est donc l’un des nombreux arrière-petits-enfants du roi des Français Louis-Philippe Ier et appartient à la maison capétienne d’Orléans. À sa naissance son oncle, le prince Philippe d'Orléans, est prétendant orléaniste au trône de France.
La princesse Marie passe son enfance en Angleterre du fait de la loi d’exil qui touche sa famille depuis la révolution de février 1848. C’est seulement à partir de la loi d'abrogation du 8 juin 1871 que la princesse et sa famille peuvent revenir vivre en France.

### Mariage
Le 22 octobre 1885, lors de cérémonies fastueuses rassemblant plus d'un millier d'invités, dont les membres des familles royales d'Angleterre, du Danemark, de Grèce et de Russie, Marie d'Orléans épouse au château d'Eu le prince Valdemar de Danemark, fils cadet du roi Christian IX et de son épouse la princesse Louise de Hesse-Cassel.
Par ce mariage brillant pour une princesse catholique d'une dynastie non-régnante, Marie d'Orléans s'allie aux dynasties protestantes et orthodoxes d'Europe en devenant la belle-sœur du tsar de Russie, du roi des Hellènes, du roi de Norvège et du duc de Cumberland, prétendant au trône de Hanovre. Attachée à la foi catholique et ne l’ayant pas abjurée, la princesse Marie décide avec son mari luthérien et en accord avec l'Église catholique d'adhérer à l'arrangement dynastique habituellement stipulé dans le contrat de mariage dans de telles circonstances : les fils doivent être élevés dans la foi de leur père, les filles dans celle de leur mère .
Le couple s'installe au palais de Bernstorff, à l'extérieur de Copenhague. Depuis 1883, le prince Valdemar y vit avec son neveu Georges de Grèce, fils cadet de son frère aîné, Georges Ier. Le roi l'a envoyé au Danemark pour l'enrôler dans la marine danoise et l'a confié aux soins de Valdemar, qui y est amiral de la flotte. Se sentant abandonné par son père, George décrit plus tard à sa fiancée, Marie Bonaparte, l'attachement profond qu'il a développé pour son oncle .
En 1907, lorsque George amène son épouse pour la première fois à Bernstorff, Marie d'Orléans s'efforce d'expliquer à Marie Bonaparte l'intimité qui unit l'oncle et le neveu, si profonde qu'à la fin de chacune des nombreuses visites à Bernstorff, Georges pleure et Valdemar tombe malade, tandis que leurs épouses apprennent à être patientes et à ne pas s'immiscer dans ces moments privés .
Lors de cette visite et des suivantes, Marie Bonaparte devient une grande admiratrice de Marie d'Orléans, concluant qu'elle était le seul membre de sa belle-famille doté d'intelligence, de courage et de caractère. Quant à Georges, il critique Marie auprès de sa femme, alléguant qu'elle entretient une liaison avec le maître d'écurie de son oncle. Il soutient également qu’elle boit trop et qu’elle ne peut en cacher les effets. Mais Marie Bonaparte ne trouve rien à redire, elle admire plutôt la patience de la princesse et son indépendance dans des circonstances conjugales compliquées .

### Princesse de Danemark

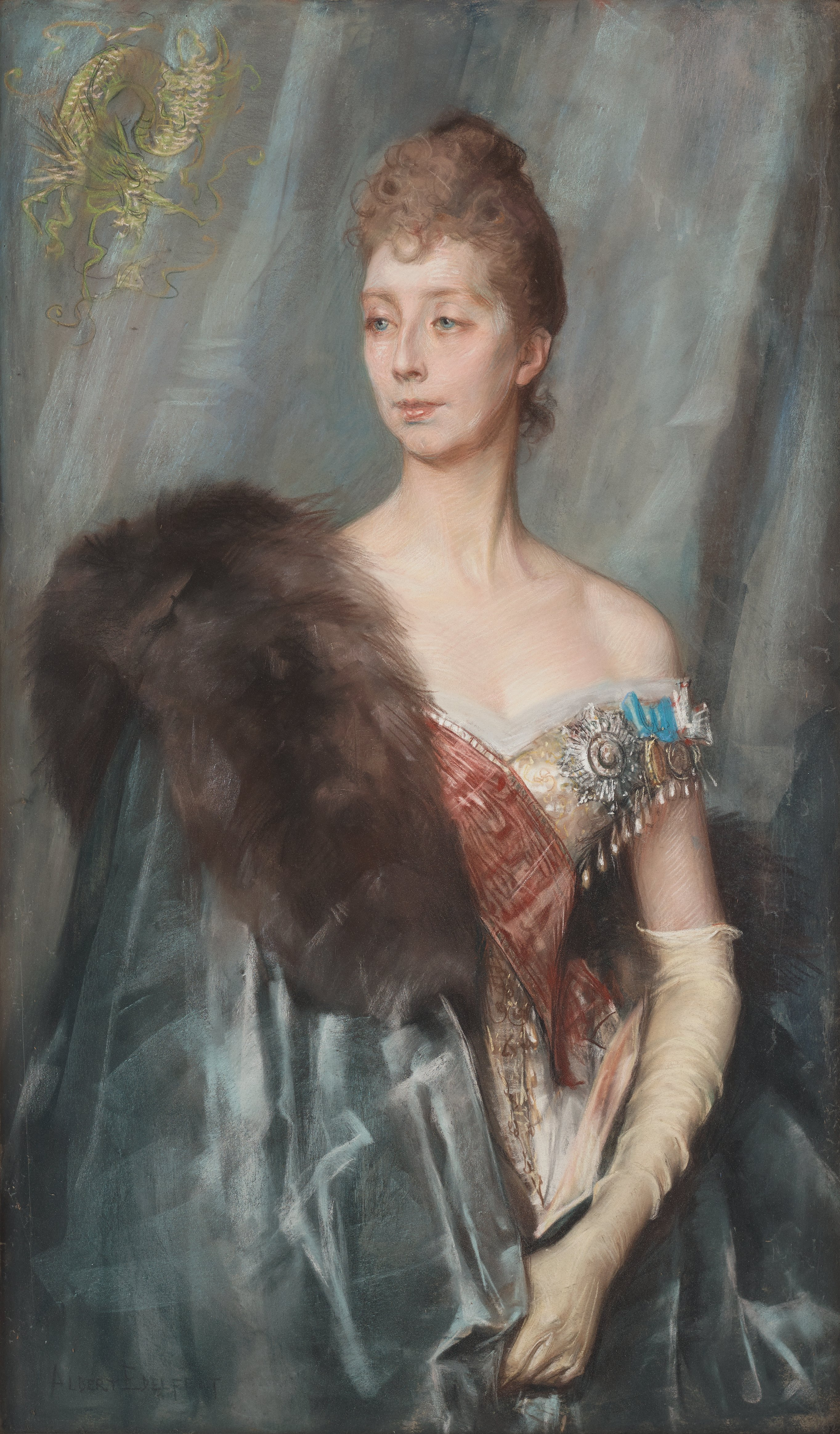
La princesse Marie en 1894, par Albert Edelfelt.

Populaire et aimée de sa belle-famille, Marie est décrite comme impulsive, pleine d'esprit et énergique, et introduit un style plus détendu à la rigide cour danoise, même si elle ne maîtrise pas complètement le danois. Elle aime monter à cheval et conduire et est connue pour son élégance. Son mariage est amical et elle donne à ses enfants une éducation libre dans un foyer où dominent son goût artistique et ses habitudes bohèmes. Elle est informelle, croit en l'égalité sociale, exprime ses propres opinions et accomplit ses devoirs de représentation d'une manière non conventionnelle. En 1896, elle écrit à Herman Bang : « Je crois qu'une personne, quelle que soit sa position, doit être elle-même. » . Elle est la protectrice officielle des pompiers et se laisse photographier en uniforme, ce qui est caricaturé, et, pour soutenir la carrière de marin de son mari, elle se fait tatouer une ancre sur le haut du bras . Elle déclare un jour à propos des critiques concernant ses manières non conventionnelles : « Qu'ils se plaignent, je suis tout aussi heureuse néanmoins. » .
Elle demande l'autorisation à la cour de pouvoir sortir de son palais sans dame d'honneur et elle passe la majeure partie de son temps avec des artistes. Elle peint et photographie et est l'élève d'Otto Bache, de Frants Henningsen et d'Auguste Carliez . Elle participe aux expositions du palais de Charlottenborg en 1889, 1901 et 1902 et est membre de l'Académie danoise des arts .
En 1886, Valdemar décline avec son consentement la proposition de monter sur le trône de Bulgarie, et refuse également la couronne de Norvège en 1905. Elle refuse de se conformer à ce qui est alors attendu des femmes de la haute société et de rester à l'écart de la politique. Marie se situe politiquement à gauche et participe à convaincre le roi d'accepter les réformes de 1901, qui conduisent à la nomination d'un gouvernement du parti Venstre et à l'introduction de facto du parlementarisme . En 1902, elle rejette l’idée d’offrir les Antilles danoises aux États-Unis. Elle veille également aux intérêts de la France : la presse française lui attribue une influence sur l'alliance franco-russe en 1894 et sur la paix dans le conflit colonial franco-allemand au Maroc en 1905. Elle aide aussi son ami H.N. Andersen, le fondateur de la Compagnie d'Asie de l'Est, dans ses affaires en Thaïlande .
La princesse meurt à Copenhague en 1909 à l'âge de quarante-quatre ans. Son mari lui survit trente ans.

## Hommages

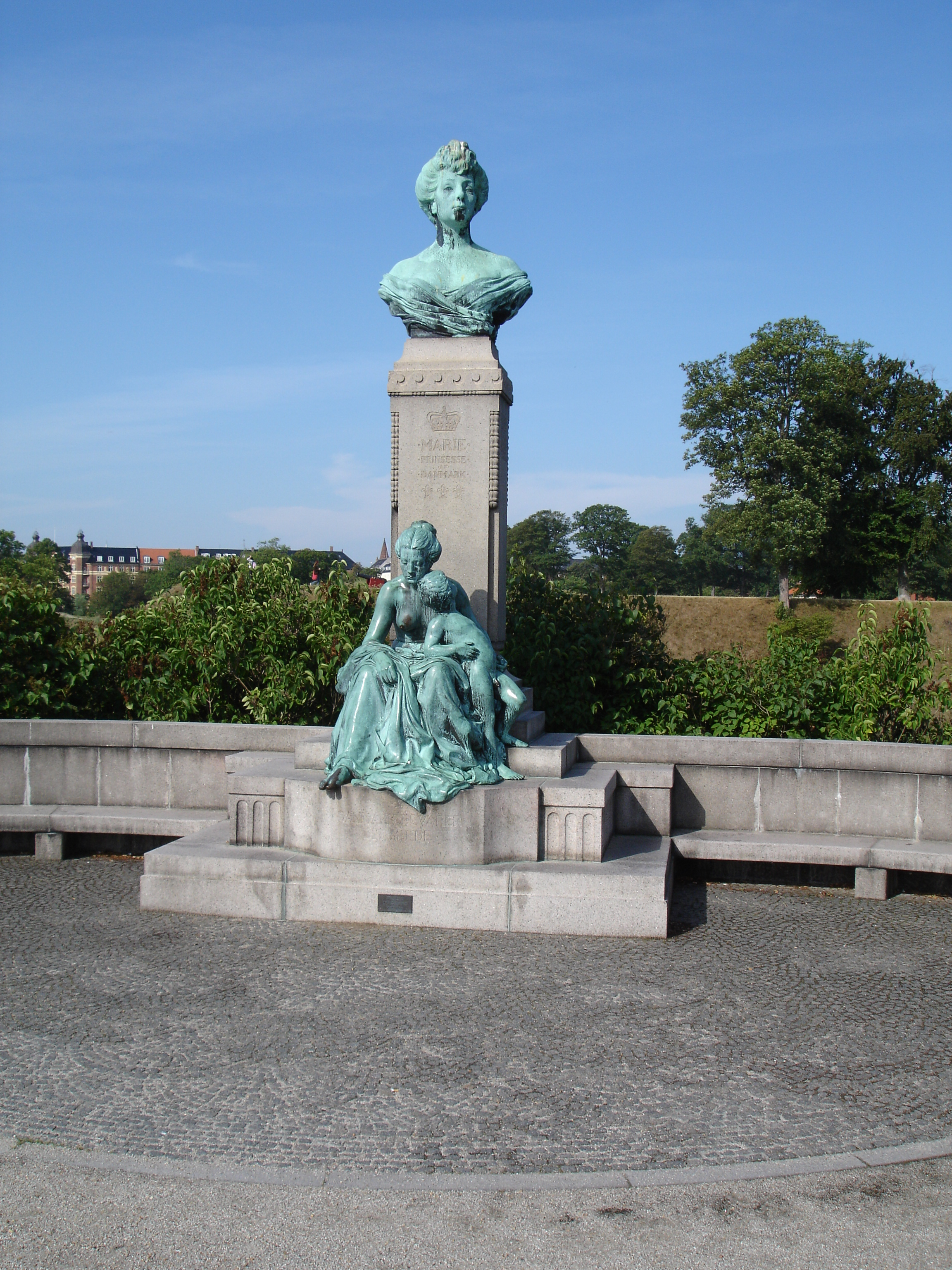
Le monument en son honneur à Langelinie.

Un cultivar de rosier lui rend hommage en 1883, la rose 'Marie d'Orléans'.
La mémoire de la princesse Marie est aussi commémorée par un monument à Langelinie, près de l'église anglaise Saint-Alban à Copenhague. Il a été installé en 1912 et présente un buste créé par Carl Martin-Hansen . La maison de la princesse Marie pour les vieux marins et les veuves de marins de Wildersgade à Christianshavn porte son nom, ainsi que la Prinsesse Maries Allé de Frederiksberg.

## Titulature et décorations

### Titulature
- 13 janvier 1865 - 22 octobre 1885 : Son Altesse Royale la princesse Marie d'Orléans
- 22 octobre 1885 - 4 décembre 1909 : Son Altesse Royale la princesse Valdemar de Danemark

### Décorations dynastiques
- Dame de première classe de l'ordre de Sainte-Élisabeth (royaume de Bavière)
- Dame de l'ordre du Dannebrog (royaume de Danemark)

## Documentaire
Le sixième épisode de la série documentaire danoise En kongelig Familie (en anglais : A Royal family) est centré sur la vie du prince Valdemar, de son épouse et de leur fils Aage.

#### Sur la princesse Marie et ses relations
- Celia Bertin, Marie Bonaparte, Paris, Perrin, 1982 (ISBN 226201602X)
- (es) Ricardo Mateos Sainz de Medrano, La Familia de la Reina Sofía, La Dinastía griega, la Casa de Hannover y los reales primos de Europa, Madrid, La Esfera de los Libros, 2004 (ISBN 84-9734-195-3)
- (en) Inger-Lise Klausen et Ted Rosvall, Marie 1865-1909 : A French Princess in Denmark, Rosvall Royal Books (ISBN 978-91-975671-9-0)
- (da) Alexander Thorsøe, « Marie, Prinsesse », dans Dansk Biografisk Lexikon, tillige omfattende Norge for Tidsrummet 1537-1814, vol. XI, Copenhague, Gyldendal, 1897, 1re éd. (lire en ligne), p. 131

#### Sur la famille royale de Danemark
- (en) Theo Aronson, A Family of Kings : The descendants of Christian IX of Denmark, London, Thistle Publishing, 2014, 2e éd. (ISBN 1910198129 et 9781910198124, OCLC 907247528, lire en ligne).
- (en) Arturo E. Beéche et Coryne Hall, APAPA : King Christian IX of Denmark and His Descendants, East Richmond Heights, Eurohistory, 2014 (ISBN 0985460342 et 9780985460341, OCLC 942641311, lire en ligne).
- (da) Bo Bramsen, Huset Glücksborg : Europas svigerfader og hans efterslægt [« La maison de Glücksbourg : Le beau-père de l'Europe et sa descendance »], vol. 2, Copenhague, Forlaget Forum, 1992, 2e éd. (ISBN 87-553-3230-7 et 978-87-553-3230-0, OCLC 471920299, lire en ligne).
- (fr) Arnaud Chaffanjon, Histoires de familles royales : Victoria d'Angleterre - Christian IX de Danemark et leurs descendances de 1840 à nos jours, Paris, Ramsay, 1980 (ISBN 2859561846 et 9782859561840, OCLC 476569603, lire en ligne).
- Jeffrey Finestone, The Last Courts of Europe: A Royal Family Album 1860-1914, London, J. M. Dent and Sons Ltd, 1981 (ISBN 0-517-41472-4).
- (da) Jes Fabricius Møller, Dynastiet Glücksborg : en Danmarkshistorie [« La dynastie de Glücksbourg : une histoire du Danemark »], Copenhague, Gads Forlag, 2013 (ISBN 87-120-4841-0 et 978-87-120-4841-1, OCLC 858969769, lire en ligne).
- (en) Anna Lerche et Marcus Mandal, A royal family : the story of Christian IX and his European descendants [« Une famille royale : l'histoire de Christian IX et de ses descendants européens »], Copenhague, Aschehougs Forlag, 2003, 2e éd. (ISBN 87-151-0955-0 et 9788715109553, OCLC 464176213, lire en ligne).
- (da) Sebastian Olden-Jørgensen, Prinsessen og det hele kongerige : Christian IX og det glücksborgske kongehus [« La princesse et tout le royaume : Christian IX et la maison royale de Glücksborg »], Copenhague, Gads Forlag, 2003 (ISBN 87-120-4051-7 et 978-87-120-4051-4, OCLC 186308500, lire en ligne).